# Saturday night (Herman Brood)
Saturday night is de tweede single van Herman Brood & His Wild Romance. Het nummer is afkomstig van het album Shpritsz en is uitgebracht op 22 juli 1978 en geldt als de bekendste plaat van Herman Brood.

## Achtergrond
Het nummer werd geschreven door Herman Brood en Dany Lademacher. De bepalende gitaar-riff is bedacht door Lademacher.
In Nederland werd de plaat veel gedraaid op Hilversum 3 en werd een radiohit in de destijds drie landelijke hitlijsten op de nationale publieke popzender. De plaat bereikte de 17e positie in de Nationale Hitparade, de 23e positie in de Nederlandse Top 40 en de 21e positie in de TROS Top 50. In de Europese hitlijst op Hilversum 3, de TROS Europarade, werd géén notering behaald.
In België bereikte de plaat de 20e positie in de voorloper van de Vlaamse Ultratop 50 en de 21e positie in de Vlaamse Radio 2 Top 30. In Wallonië werd géén notering behaald.
In de Verenigde Staten was de single ruim meer dan een onopgemerkte release: het wist in de Billboard Hot 100 no. 35 te behalen.
In het najaar van 2001 is het nummer opnieuw uitgegeven, ditmaal geremixt door Armin van Buuren en uitgebracht als 2001 remix. Deze versie bereikte de 35e positie in de Nederlandse Top 40 op destijds Radio 538 en de 62e positie in de publieke hitlijst; destijds de Mega Top 100 op 3FM.
Sinds de allereerste editie in december 1999 staat de plaat omafgebroken genoteerd in de jaarlijkse NPO Radio 2 Top 2000 van de Nederlandse publieke radiozender NPO Radio 2, met als hoogste notering een 100e positie in 2006.

## NPO Radio 2 Top 2000
| Nummer met noteringen in de NPO Radio 2 Top 2000 | '99 | '00 | '01 | '02 | '03 | '04 | '05 | '06 | '07 | '08 | '09 | '10 | '11 | '12 | '13 | '14 | '15 | '16 | '17 | '18 | '19 | '20 | '21 | '22 | '23 | '24 |
| ------------------------------------------------ | --- | --- | --- | --- | --- | --- | --- | --- | --- | --- | --- | --- | --- | --- | --- | --- | --- | --- | --- | --- | --- | --- | --- | --- | --- | --- |
| Saturday Night                                   | 245 | 419 | 161 | 142 | 170 | 139 | 204 | 100 | 210 | 141 | 135 | 124 | 134 | 162 | 178 | 169 | 154 | 136 | 141 | 175 | 175 | 155 | 166 | 191 | 201 | 211 |

1. ↑  Een vetgedrukt getal geeft de hoogste notering aan.